# Зої (циклон)
Циклон «Зої» (англ. Cyclone Zoe) — другий за інтенсивністю тропічний циклон із зареєстрованих у Південній півкулі після циклону Вінстон і найсильніший тропічний циклон у світі в 2002 році.
Циклон Зої серйозно торкнувся районів Ротуми, Соломонових островів та Вануату. Сильні дощі та вітри були найбільш руйнівними для Соломонових островів, особливо для островів Анута та Тікопія. Там були знищені численні посіви та плодові дерева. Пляжі також зазнали сильної ерозії через високі хвилі, викликані циклоном. Хоча у Вануату наслідки були меншими, найпівнічніші острови країни зазнали сильної повені, а пляжі були зруйновані високими хвилями. Після використання імені Зої ім'я видалено.

## Метеорологічна історія

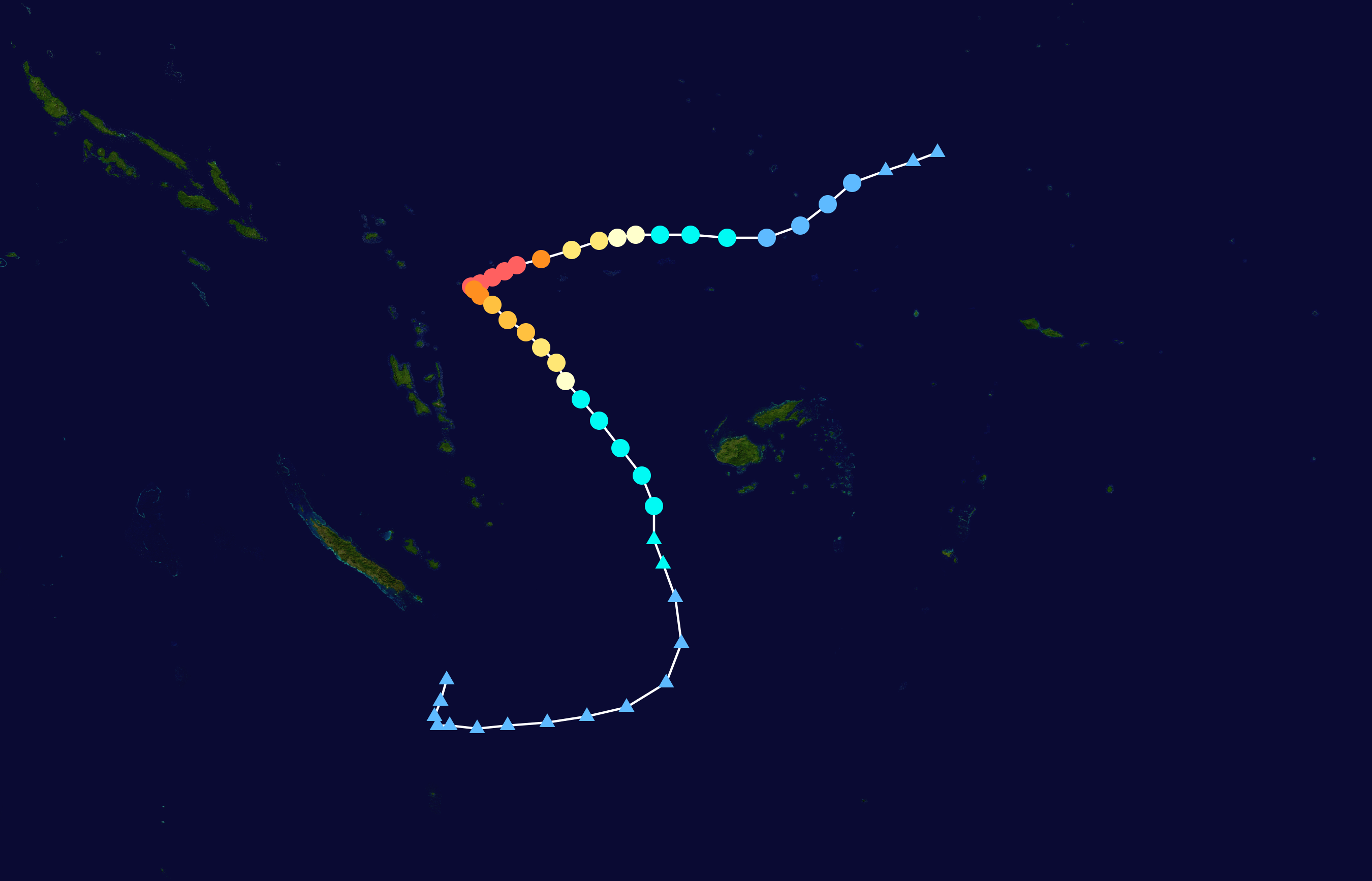
Карта шляху і інтенсивності Циклону Зої

Витоки сильного тропічного циклону Зої можна простежити від скупчення конвективної хмари, що утворилося до 22 грудня в зоні конвергенції південної частини Тихого океану на північ від Самоанських островів. Система згодом виникла із зони конвергенції південної частини Тихого океану і була класифікована як тропічна депресія 04F, тоді як вона знаходилася на схід від Фунафуті до Тувалу.. Протягом наступних кількох днів системи прямували на південний захід, під впливом середнього рівня субтропічного хребта зоною високого тиску.
Після того, як депресія перетнула міжнародну лінію зміни дат рано-вранці 25 грудня, атмосферна конвекція навколо 04F посилилася, і система стала більш організованою. У цей час вертикальний зсув вітру над системою швидко зменшився, а відтік із системи значно покращився. У результаті Об'єднаний центр попередження про тайфуни Сполучених Штатів (JTWC) випустив попередження про формування тропічного циклону, перш ніж вони ініціювали видачу рекомендацій по системі та позначили її як «Тропічний циклон 06P».. Пізніше того ж дня о 21:00 UTC (08:00 26 грудня SIT) FMS повідомила, що депресія перетворилася на тропічний циклон 1 категорії за австралійською шкалою інтенсивності тропічних циклонів і назвала її Зої. У той час система була розташована приблизно за 220 км (135 миль) на північний захід від Фіджійської залежності; Ротума і рухалася на захід зі швидкістю близько 18 км/год (11 миль на годину).
Після цього циклон активізувався в дуже сприятливих умовах і досяг 3 категорії до 12:00 UTC (23:00 МСНО) 26 грудня.. Око Зої згодом стало видно на інфрачервоному супутниковому зображенні, тоді як система продовжувала посилюватися і 27 грудня перетворилася на сильний тропічний циклон 5-ї категорії. Протягом 27 грудня JTWC повідомив, що Зоя стала еквівалентом урагану 5-ї категорії за шкалою Саффіра-Сімпсона. Шкала ураганного вітру досягла піку з 1-хвилинною швидкістю вітру 285 км/год (180 миль на годину) і пройшла приблизно за 50 км (30 миль) на південний схід від острова Соломон: Анюта. Згодом Зої повернула на південний захід і пройшла між Соломоновими островами Анута та Фатака, оскільки субтропічний хребет послабшав у відповідь на падіння тиску на верхньому рівні над Тасмановим морем. На початку 28 грудня FMS підрахувала, що система досягла піку як сильний тропічний циклон 5 категорії з 10-хвилинною стійкою швидкістю вітру 240 км/год (150 миль/год) та мінімальним тиском 890 гПа. (26,28 дюйма рт. ст.). До цього часу кермовий потік через циклон став слабким та мінливим, оскільки система проходила в межах 30 км (20 миль) від острова Тікопія. В результаті Зої практично зупинилася і виконала невелику циклонічну петлю за годинниковою стрілкою на околицях Тікопії, проте око системи не пройшло над островом
Протягом 29 грудня, після того, як система зупинилася, Зої почала рухатися на південний схід у відповідь на кермовий потік, що посилюється, що забезпечується жолобом низького тиску верхнього рівня і бароклінною системою біля Нової Каледонії. Протягом наступних кількох днів система швидко ослабла під впливом: посилення вертикального зсуву вітру, сухого повітря та нижчих температур морської поверхні. Протягом 31 грудня, коли система продовжувала рух на південний схід, вона пройшла близько 390 км (240 миль) на південний захід від Наді, Фіджі як тропічний циклон 2 категорії. На той час система переходила в екстропічний циклон, тоді як глибока конвекція, що оточує систему, значно зменшилася.. Внаслідок подальшого ослаблення, JTWC випустила своє останнє попередження про циклон 1 січня 2003 року, тоді як FMS повідомила, що Зої ослабла у тропічну депресію. Система згодом зігнулася і почала рухатися на південний захід протягом 2 січня, перш ніж вона була оголошена позатропічним штормом, оскільки вона взаємодіяла з позатропічним мінімумом, що знаходився над Тасмановим морем. Згодом Зої востаннє була помічена 4 січня, коли вона знаходилася приблизно за 367 км (230 миль) на південний схід від Нумеа, Нова Каледонія.

### Інтенсивність
За оцінкою FMS, при максимальній інтенсивності Зої відноситься до категорії сильних тропічних циклонів 5 категорії із стійкою 10-хвилинною швидкістю вітру 240 км/год (150 миль на годину) та мінімальним тиском 890 гПа (26,28 дюйма ртутного стовпа). Зої був найінтенсивнішим тропічним циклоном у Південній півкулі доти, доки повторний аналіз циклону Вінстон у 2017 році не оцінив мінімальний тиск 884 гПа (26,10 дюйма ртутного стовпа), перевищуючи Зої. Об'єднаний центр попередження про тайфуни Сполучених Штатів повідомив, що система досягла піку при 1-хвилинній стійкій швидкості вітру 285 км/год (180 миль на годину) та мінімальному тиску 879 гПа (25,96 дюйма ртутного стовпа). Обидві ці оцінки інтенсивності ґрунтувалися на суб'єктивному застосуванні методу Дворжака, оскільки прямих спостережень за інтенсивністю системи не проводилося.

## Підготовка та наслідки

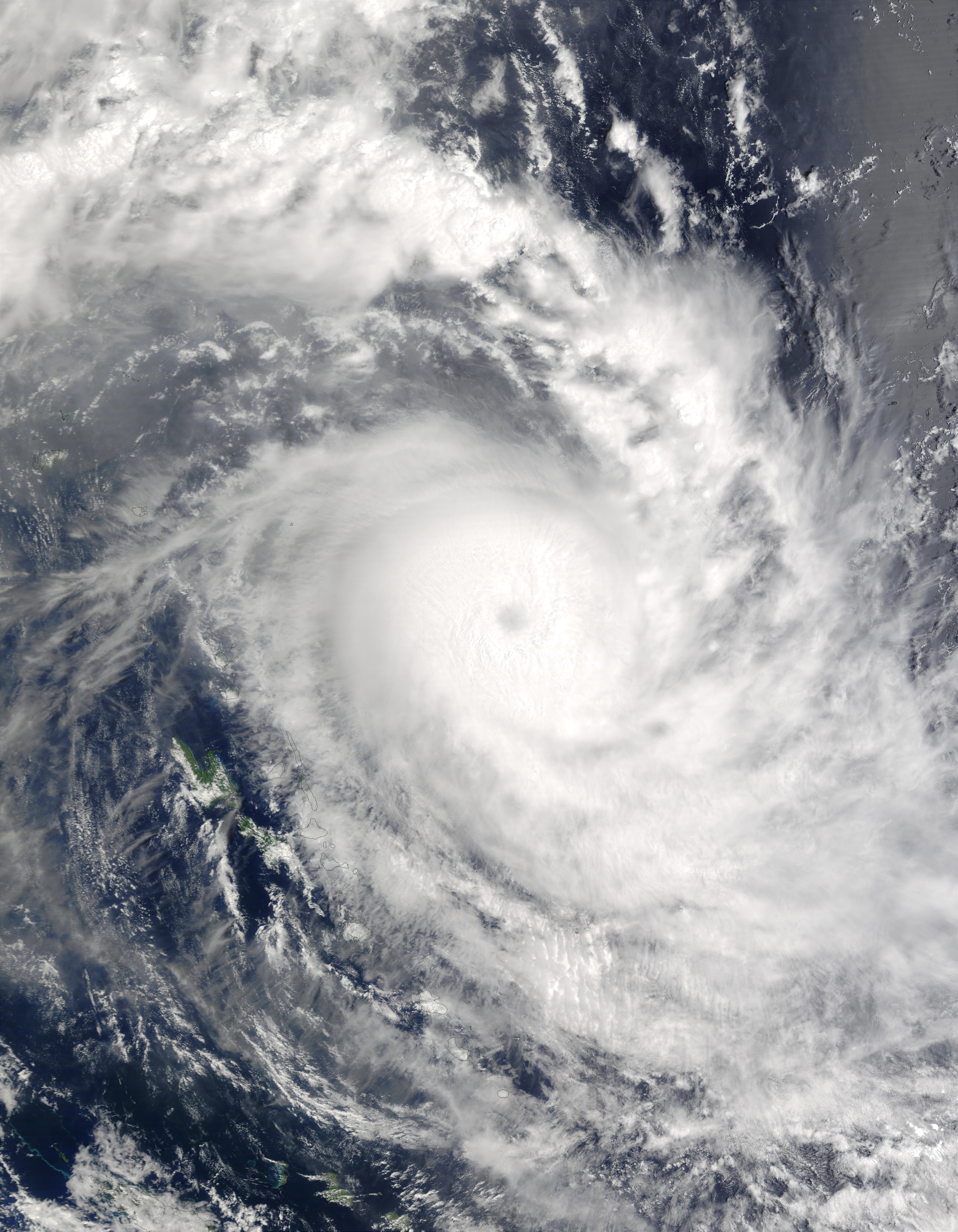
Циклон Зої біля берегів Вануату 29 грудня

Тропічний циклон Зої насамперед позначилося на Соломонові острови з Анути, Тікопіа, Ванікоро та безлюдний острів Фатутака з грудня 27-30, 2002.. Система і пов'язані з ними жолоб низького тиску, згодом вплив Фіджі та північні острови Вануату. Однак про смертельні випадки в результаті сильного тропічного циклону Зої не повідомлялося. Внаслідок впливу цієї системи ім'я Зоя було виключено з південної частини Тихого океану списків тропічних циклонів іменування з боку Всесвітньої метеорологічної організації.
Рано вранці 26 грудня RSMC Nadi та TCWC Brisbane почали випускати попередження для підтримки метеорологічних служб Вануату та Соломонових островів у відстеженні циклону. TCWC Brisbane скасував свої рекомендації для Соломонових островів пізно ввечері 29 грудня, тоді як RSMC Nadi продовжував випускати рекомендації Вануату до початку наступного дня. Через низку проблем з Метеорологічною службою Соломонових Островів, таких як невиплата орендної плати за офіси, в яких вони працювали, та ненадійне електропостачання, TCWC Brisbane направила першу консультацію безпосередньо до Радіомовної корпорації Соломонових островів.(SIBC), щоб вони могли транслювати їх через свою мережу. Вони транслювалися лише англійською мовою. Після підтвердження того, що попередження були отримані SIBC, TCWC Brisbane почав передавати їм попередження кожні 3:00. Наступного дня Радіо Австралії з ними зв'язалися, щоб домовитися про те, щоб вони отримували та транслювали попередження. Початкові побоювання з приводу того, що попереджувальні повідомлення не дійшли, виникли через відсутність двостороннього радіозв'язку з людьми ні на Тікопії, ні на Ануті, тому влада не мала можливості дізнатися, яку інформацію отримали люди, і не було іншого способу інформувати їх. Однак, коли зв'язок був відновлений після того, як загроза циклону минула, було виявлено, що деякі з попереджень були отримані, коли короткохвильовий прийом був доступний у різний час, до пізнього вечора 27 грудня, коли зв'язок був перерваний. Тим людям, які не розуміли попереджень переходили з хатини в хатину та в церкві, радили повідомити людей про бурю, що насувається. Люди відразу ж почали зрізати пальмове листя та бананові стовбури, намагаючись підтримати та зміцнити дахи та стіни. Святкування Нового року було скасовано або перенесено до громадських хатин, де люди ховалися у закритих приміщеннях. Спроб евакуації не робилося, поки Зої не стала настільки сильною, що житла опинилися під загрозою неминучого затоплення або почали
Хоча Зої ніколи не зустрічала великих масивів суші, вона торкнулася кількох населених островів із загальним населенням близько 1700 чоловік.
Найсерйозніші збитки, завдані Зої, відбулися на Тікопії, яка була повністю знищена. На іншому кінці Тікопії жоден будинок не залишився стояти після того, як хвилі висотою 12 м (39 футів) і вітер зі швидкістю 320 км/год (200 миль на годину) обрушилися на невеликий острів. За повідомленнями преси, острів зазнав повного спустошення, і все, що залишилося, - це тільки пісок і сміття. Через п'ять днів після шторму виникли побоювання з приводу значних людських жертв, оскільки не було контакту з найбільш постраждалими островами. Фотограф, який знімав руйнування з повітря, заявив, що було б дивом, якби не було великої кількості людських жертв.
На Ануті 90% будинків залишилися недоторканими, а 70% посівів неушкодженими. Зв'язок із островом зник на тиждень. Вануату був затоплений морською водою, мешканці села збирали рибу зі своєї сільської зелені.

### Фіджі
Протягом 26 грудня FMS випустила попередження про сильний вітер для фіджійської території Ротума, де очікувалися сильні дощі, шквальні грози та пориви вітру до 80 км (50 миль).. Попередження про сильний вітер було згодом скасовано через два дні, перш ніж були випущені нові попередження про сильний вітер для фіджійських островів Віті-Леву, Ясава, Маманука, Кадаву, Ватулелеі прилеглих дрібніших островів у міру того, як система рухалася на південний схід протягом 30 грудня. Наступного дня Зої пройшла близько 335 км (210 миль) на захід від Наді на острові Віті-Леву, перш ніж попередження про сильний вітер було скасовано. Система викликала сильні дощі над більшістю островів Фіджі, а також сильні та незначні ураганні вітри над західною та південно-західною частинами острівної держави. Люди, які жили вздовж південно-західного узбережжя Віті-Леву, повідомляли про те, що бачили великі хвилі в морі, проте, згідно з FMS, жодна з цих хвиль не затопила сушу. На Фіджі також не було зафіксовано пошкоджень циклону.
Через кілька днів після проходження Зої уряд Соломонових островів оголосив постраждалі острови зонами лиха. До 5 січня з Хоніари було відправлено гуманітарну допомогу, а невдовзі після цього пішла міжнародна допомога. Прохання про допомогу для Нової Зеландії, Австралії та Франції надійшли від Соломонових островів. Протягом майже тижня жителі Тікопії виживали без сторонньої допомоги, пили кокосове молоко та їли те, що залишилося від їхніх запасів їжі. Перше судно допомоги нарешті прибуло на острів 6 січня, доставивши медикаменти та продукти харчування. Хоча жителі острова не отримали жодних попереджень до приходу Зої, виявили, що вони звернули увагу на природні попереджувальні знаки і шукали притулок у печерах, що не призвело до людських жертв. Додаткові запаси були доставлені в Ануту 6 січня місцевим судном.
Постачання було затримано поліцією Соломонових островів на кілька днів, оскільки вони запросили додаткову оплату перед відправкою вантажів на острови. З мільйонів доларів, обіцяних Австралією, до 4 січня було надано лише 270 000 доларів.